# Herta Bothe
Hertha Bothe (8 de janeiro de 1921 – 16 de março de 2000) foi uma integrante da SS que atuou como guarda nos campos de concentração nazistas de Ravensbrück e Bergen-Belsen. Ela foi acusada de crimes de guerra e contra a humanidade nos Julgamentos de Belsen em 1945.

## Biografia
Uma ex-empregada doméstica antes da guerra que juntou-se à SS, em setembro de 1942, enquanto servia em Stutthof, campo próximo a Dantzig, na Polônia ocupada, ela recebeu o apelido de "A Sádica de Stutthof". Em 21 de janeiro de 1945, ela supervisinou a "marcha da morte" de centenas de prisioneiras do centro da Polônia para o campo de concentração de Bergen-Belsen. Por lá, ela atuou como supervisora e era considerada implacável pelos prisioneiros, com quem costumava bater com a coronha da sua arma. Em uma entrevista que foi ao ar em 2004, Bothe não lamentou o fato de ter servido na SS e acreditava que aquilo não foi um erro. Ela argumentou que se não tivesse se voluntariado para servir em um campo de concentração, ela mesma iria ter parado em um.
Sentenciada a 10 anos de prisão, foi libertada em 22 de dezembro de 1951, em um ato de clemência do governo britânico.